# Bayerischer Poetentaler

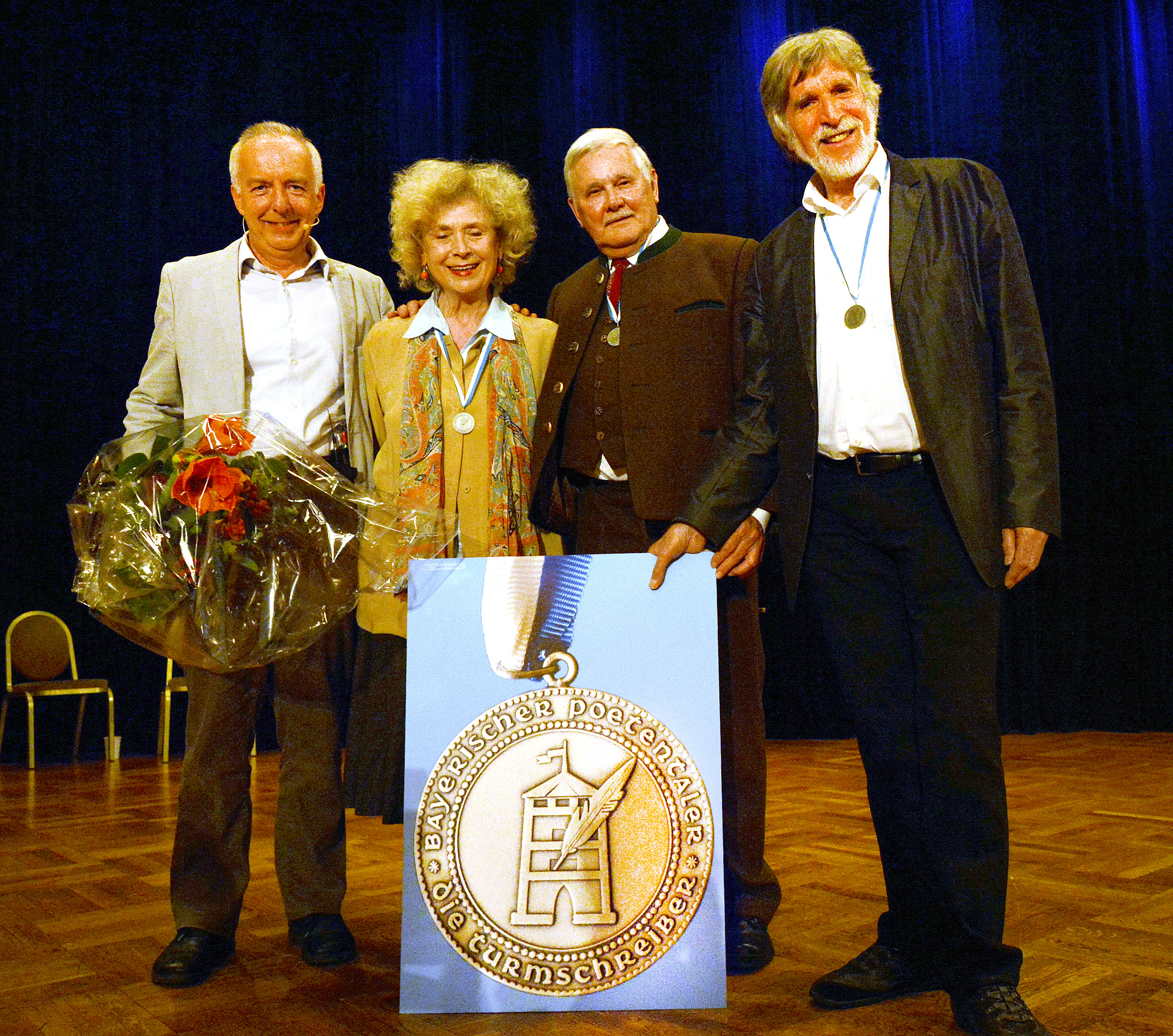
Prix Bayerischer Poetentaler 2013 : Hanns Meilhamer, Ilse Neubauer, Gustl Bauer, Zither-Manä.

Le Bayerische Poetentaler (Thaler des poètes bavarois) est une distinction attribuée par l'Association littéraire d’Allemagne du Sud Münchner Turmschreiber (de). Le Poetentaler est décerné chaque année aux institutions et aux personnes qui ont apporté une contribution exceptionnelle à la culture bavaroise.

## Histoire
De 1961 à 1973, trois prix sont décernés chaque année, depuis 1968, il peut y en avoir quatre ou cinq. Les récompenses sont principalement destinées aux auteurs, acteurs, artistes de cabaret, chanteurs et groupes de chant et de musique, mais aussi aux hommes politiques et aux mécènes.

## Lauréats

### 1961-1969
- 1961 : Joseph Maria Lutz - Eduard Stemplinger - Alfred Weitnauer
- 1962 : Benno Hubensteiner - Ernst Hoferichter - Hanns Vogel
- 1963 : Hugo Lang - Adolf Roth - Eugen Roth
- 1964 : Gustl Feldmeier - Josef Martin Bauer - Aloïs Fink
- 1965 : Richard Billinger - Carl Orff - Erwin Schleich
- 1966 : Bernhard Ucker - Ludwig Schrott - Karl Spengler
- 1967 : Marieluise Fleisser - Arthur Maximilian Miller - Wugg Retzer
- 1968 : Wastl Fanderl - Herbert Schindler - Anton Schnack - Friedrich Schnack
- 1969 : Reinhard Raffalt - Rudolf Kriss - Herbert Schneider

### 1970-1979
- 1970 : Hans Bleibrunner - Hans Fitz - Oskar Weber
- 1971 : Otto Kraus - Paul Ernst Rattelmüller - Roider Jackl - Hans Wimmer
- 1972 : Hannes König - Michl Lang - Georg Lohmeier - Otto Schemm
- 1973 : Martin Lankes - Arthur Piechler - Siegfried Sommer
- 1974 : Capella Monacensis - Annette Thoma - Emil Vierlinger - Werner A. Widmann
- 1975 : Wolfgang Johannes Beckh - Paul Friedl (Baumsteftenlenz) - Stefan Schaller - Eva Vaitl
- 1976 : Günter Göpfert - Hellmuth Kirchammer - Regensburger de la cathédrale de Ratisbonne - Michael Schattenhofer
- 1977 : Ludwig Hollweg - Robert Munster - Anton Neuhäusler (alias Franz Ringseis) - Kurt Wilhelm
- 1978 : Alix du Frênes – Franz Xaver Breitenfellner – Die Förderer e. V. (Landshuter Hochzeit (de)) - Wilhelm Lukas Kristl - Anton Wandinger
- 1979 : Georg Blädel - Josef Eberwein - Werner Egk - Helmut Zöpfl

### 1980-1989
- 1980 : Franz von Bayern - Erich Hartstein - Hans Pletzer - Ludwig Schmid-Wildy
- 1981 : Augsburger Puppenkiste – Hans Hösl – Ludwig Kusche – Fritz Strassner
- 1982 : Gustl Bayrhammer - Franziska Bilek - Alois Weichslgartner - Windsbach Boys' Choir
- 1983 : Wilhelm Ludwig - Josef Oberberger - Carl Oskar Renner - Walter Sedlmayr
- 1984 : Toni Berger - Fritz Meingast - Gerhard Schmidt-Gaden (Chœur de garçons de Tölz) - Dieter Wieland
- 1985 : Hans Breinlinger - Franz Freisleder - Hans Hotter - Jugend- und Musikkorps Bad Kissingen - Hans Pörnbacher
- 1986 : Hans Max von Aufseß - Michael Ende - Wolfgang Sawallisch - Werner Schlierf
- 1987 : Leopold Kammerer - Otfried Preussler - Marianne et Heinz Redmann - Karl-Heinz Schickhaus
- 1988 : Richard Lemp - Fred Rauch - Frieda Sembach-Krone - Sing- und Musizierkreis Seeon
- 1989 : Anton Besold - Alexander von Branca - Harald Dietl - Erni Singerl

### 1990-1999
- 1990 : Léopold Ahlsen - Toni Goth - Franz Kuchler - Willy Purucker - Anna Wimschneider
- 1991 : Hans Berger - Walter Flemmer - Heino Hallhuber - Hans Praehofer
- 1992 : Ellis Kaut - Ernst Maria Lang - Herbert Rosendorfer - Rolf Wilhelm
- 1993 : Manfred Bacher - Werner et Nannette Bald - Werner Specht - Michael Stiegler
- 1994 : Fritz Fenzl - Enoch zu Guttenberg - Otto Meitinger - Hugo Strasser - Reiner Zimnik
- 1995 : Ernst Otto Fischer - Kurt Graunke - Odilo Lechner - Alfons Schweiggert
- 1996 : Florian Besold - Veronika Fitz - Peter Grassinger - Association de l'Orchestre de Munich Wilde Gungl e. V
- 1997 : Sepp Eibl - Hans Fischach - Georg Maier - Rudolf Seitz
- 1998 : Chœur des garçons de la cathédrale d'Augsbourg - Ernst Krammer-Keck - Robert Naegele - Josef Wahl
- 1999 : Armin Eichholz - Fraunhofer String Music - Klaus Kiermeier - Walter Lindermeier

### 2000-2009
- 2000 : Werner Herzog - Wilfried Hiller - Ernestine Koch - Hans F. Nöhbauer
- 2001 : Ruth Drexel - Josef Steidle - Christian Ude - Sepp Winkler
- 2002 : Josef Fendl - Janosch - Christine Neubauer - Ensemble Zapf'nstreich
- 2003 : Silke Aichhorn - Margret Hölle - Helmut Seitz - Jutta Speidel
- 2004 : Couplet AG – Jörg Hube – Jutta Makowsky – Winfried Zehetmeier
- 2005 : Frank-Markus Barwasser - Hans-Jürgen Buchner - Gert Heidenreich - Erich Jooss - Lotte Roth-Wölfle
- 2006 : Hedi Heres - Dieter Hildebrandt - Walter Rupp - Günther Sigl et son Spider Murphy Gang
- 2007 : Martha Schad - Michael Skasa - Notker Wolf
- 2008 : Biermösl Blosn - Gerhard Polt - Norbert Göttler - Reinhard Wittmann
- 2009 : Monika Baumgartner – Klaus Eberlein – Michael Groißmeier – Konstantin Wecker

### 2010-2019
- 2010 : Franz Eder - Bruno Jonas - Monika Pauderer - Hans Roth
- 2011 : Jo Baier - Helmut Eckl - Munich String Trazer - Markus Wasmeier
- 2012 : Bayerischer Rundfunk - Michael Lerchenberg - Josef M. Redl - Hardy Scharf
- 2013 : Gustl Bauer – Claudia Schlenger et Hanns Meilhamer (Herbert et Schnipsi) – Zither-Manä (de) – Ilse Neubauer
- 2014 : Miroslav Nemec - Asta Scheib - Gisela Schneeberger - Traudi Siferlinger - Udo Wachtveitl
- 2015 : LaBrassBanda - Anton G. Leitner - Marcus H. Rosenmüller - Christian Springer - Brigitte Walbrun
- 2016 : Werner Asam - Hans Göttler - Lisa Fitz - Elmar Wepper - Tanngrindler Musikanten
- 2017 : Toni Drexler - Fredl Fesl - Fitzgerald Kusz - Die Rosenheim-Cops
- 2018 : Michaela May - Andreas Giebel - Friedrich Ani - Bob Ross
- 2019 : Ludwig Zehetner – Maria Peschek – Christoph Suess

### 2020-2024
- En 2020 et 2021, le prix a été annulé en raison de la pandémie de Covid-19
- 2022 : Michaela Karl - Harald Grill - Luise Kinseher - Eisi Gulp
- 2023 : Martina Schwarzmann (de), Dieter Fischer (de), Ecco Meineke (de), Josef Wittmann (de), Monika Bittl (de).
- 2024 : Maxi Schafroth (de), Werner Schmidbauer (de), Béatrice Richter (de), Josef Brustman (de)